# Dans la chaleur de la nuit (série télévisée)
Pour les articles homonymes, voir Dans la chaleur de la nuit.
Dans la chaleur de la nuit (In the Heat of the Night) est une série télévisée américaine en un pilote de 90 minutes et 144 épisodes de 44 minutes, créée par John Ball d'après le film homonyme de Norman Jewison, et diffusée entre le 6 mars 1988 et le 19 mai 1992 (5 premières saisons) sur le réseau NBC puis entre le 28 octobre 1992 et le 16 mai 1995 sur le réseau CBS.
En France, la série a été diffusée à partir du 8 juin 1989 sur TF1 puis en 1992 sur France 2 et France 3 ou encore Monté-Carlo TMC et La 5e. Le pilote avait été diffusé en première partie de soirée le 9 mars de cette même année. Rediffusée sur RTL9.

## Synopsis
Cette série met en scène les enquêtes conjointes d'un chef de la police blanc et d'un inspecteur noir dans une petite ville du sud du Mississippi où la couleur de la peau suscite encore des problèmes.

## Distribution
- Carroll O'Connor (VF : William Sabatier) : Chef William « Bill » Gillespie
- Howard E. Rollins Jr. (VF : Med Hondo) : Inspecteur Virgil Tibbs (1988-1993, 1994)
- Anne-Marie Johnson : Althea Tibbs (1988-1993)
- Alan Autry (en) (VF : Michel Derain) : Bubba Skinner
- David Hart (en) (VF : Albert Augier) : Parker Williams
- Hugh O'Connor (en) : Lonnie Jamison
- Crystal R. Fox : Sergent Luanne Corbin (1989-1994)
- Dee Shaw : Sergent Dee Shepard (1990-1994)
- Randall Franks (en) : Randy Goode (1988-1993)
- Carl Weathers : Chef Hampton Forbes (1993-1995)
- Lois Nettleton : Joanne St. John
- Doug Savant : Scott LaPierre (Saison 1, épisode Pilot)[non pertinent]

## Récompenses
- Emmy Award 1989 : Meilleur acteur dans une série dramatique pour Carroll O'Connor